# Torre de la Casa Palau dels Boïl
La Torre de la Casa Palau dels Boïl, també anomenada Casa Palau de Serdanyola, es troba al centre del municipi de Godella, al costat de l'Església Parroquial de Sant Bartomeu apòstol, a la comarca de l'Horta Nord de la província de València, i està catalogada com Bé d'interès cultural segons consta a la Direcció General de Patrimoni cultural de la Conselleria de Turisme, Cultura i Esport de la Generalitat Valenciana, amb número d'anotació ministerial RI-51-0004368.

## Descripció
La casa original, un palau medieval, datada al segle xv va ser destruïda en la Guerra Civil Espanyola. El pavelló de la torre, construït al costat sud-oriental de l'hort de la Casa Palau, és més tardà, datant del segle xviii. Té planta rectangular, de 12,13 x 5,20 metres, i inclou la torre en una de les cantonades. La planta baixa, que conserva el paviment original, té dues estances, una d'elles de menor grandària i amb volta de mocador, i l'altra, en la qual es troba l'escala d'accés a les plantes superiors (amb barana de ferro), amb bigues de fusta. La primera planta, que conserva com a paviment rajoles de tipus "mocadoret" verd i blanc, amb tres sanefes de motius florals que els envolten, repetint-se el motiu a la sala de menor grandària annexa, té coberta llisa i presenta quatre balcons, un a cada façana, i una finestra. La segona planta és de petita alçada, i presenta uns òculs i una petita finestra que dona a l'escala. Al llarg de la torre es distribueixen petites finestres. Al segon pis el paviment alterna rajoles de major grandària que els del pis inferior, blancs amb altres amb decoració floral, amb una sanefa amb motius fruiters, ia les cantonades es representa el sol.
La torre està coberta a quatre aigües truncada per un tambor octogonal sobre el qual es disposa una volta semiesfèrica. El tambor té quatre finestres en quatre costats, mentre que en els altres quatre nínxols es representen estàtues que simbolitzen les quatre estacions. A l'exterior la volta està coberta amb teulada blava i blanca vidriada combinada.
El material emprat en l'edifici és de maó amb carreus en els emmarcats de les finestres, balcons, porta i a les cantonades de l'edifici. Actualment pertany a l'Ajuntament des de 1969 i està declarat Monument Històric Artístic Nacional des 1979. Va ser restaurat en 1942.

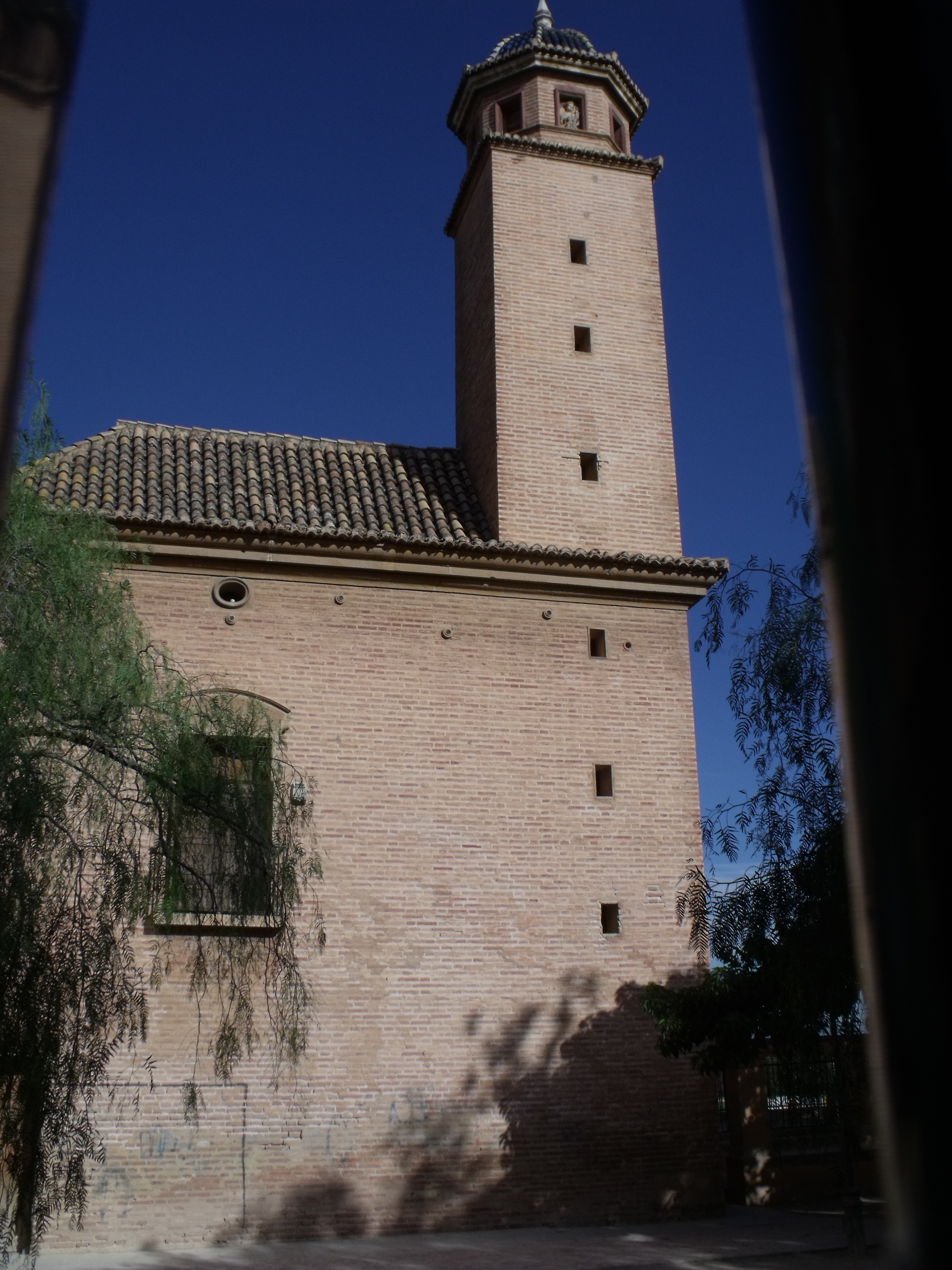
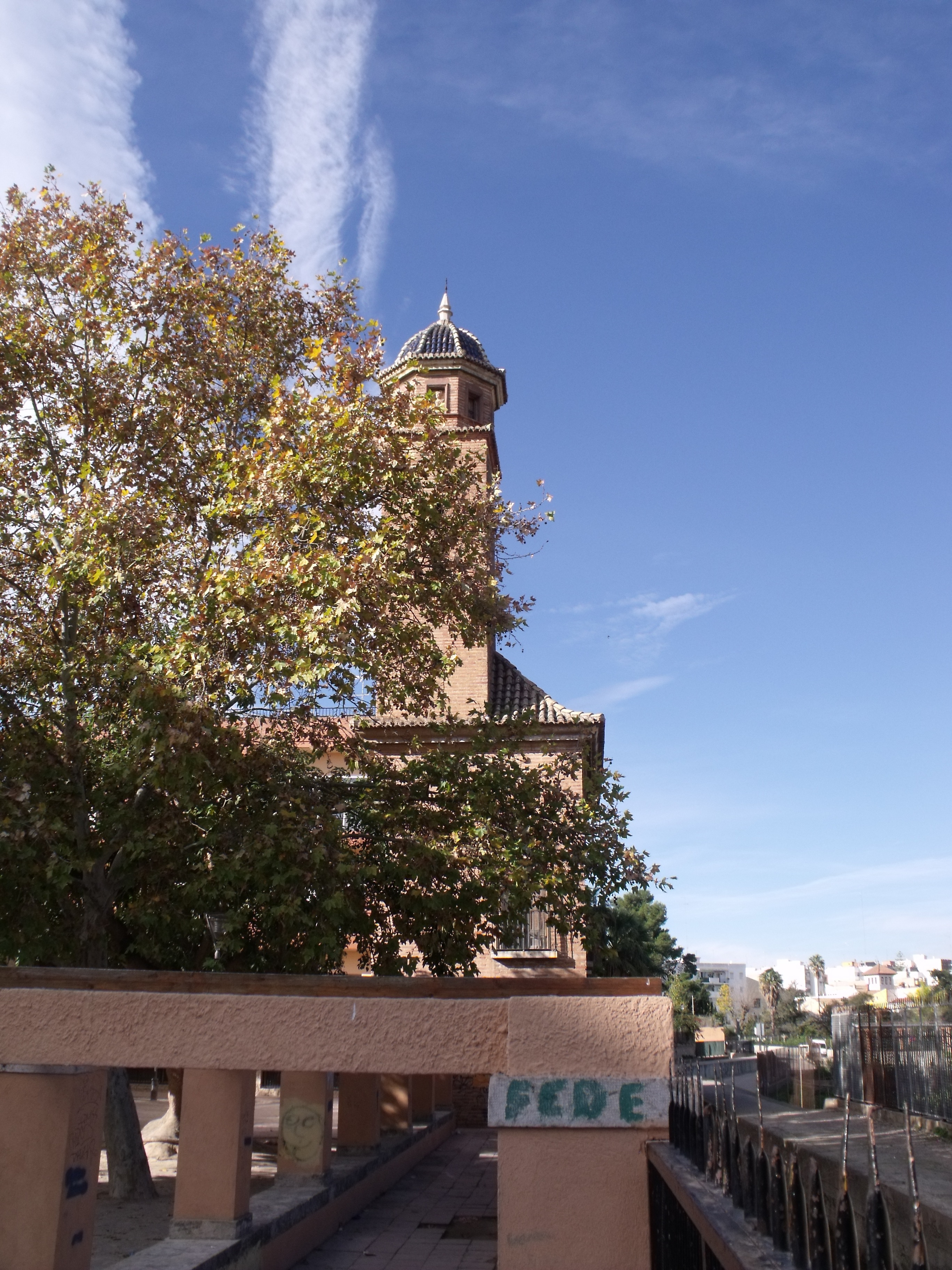
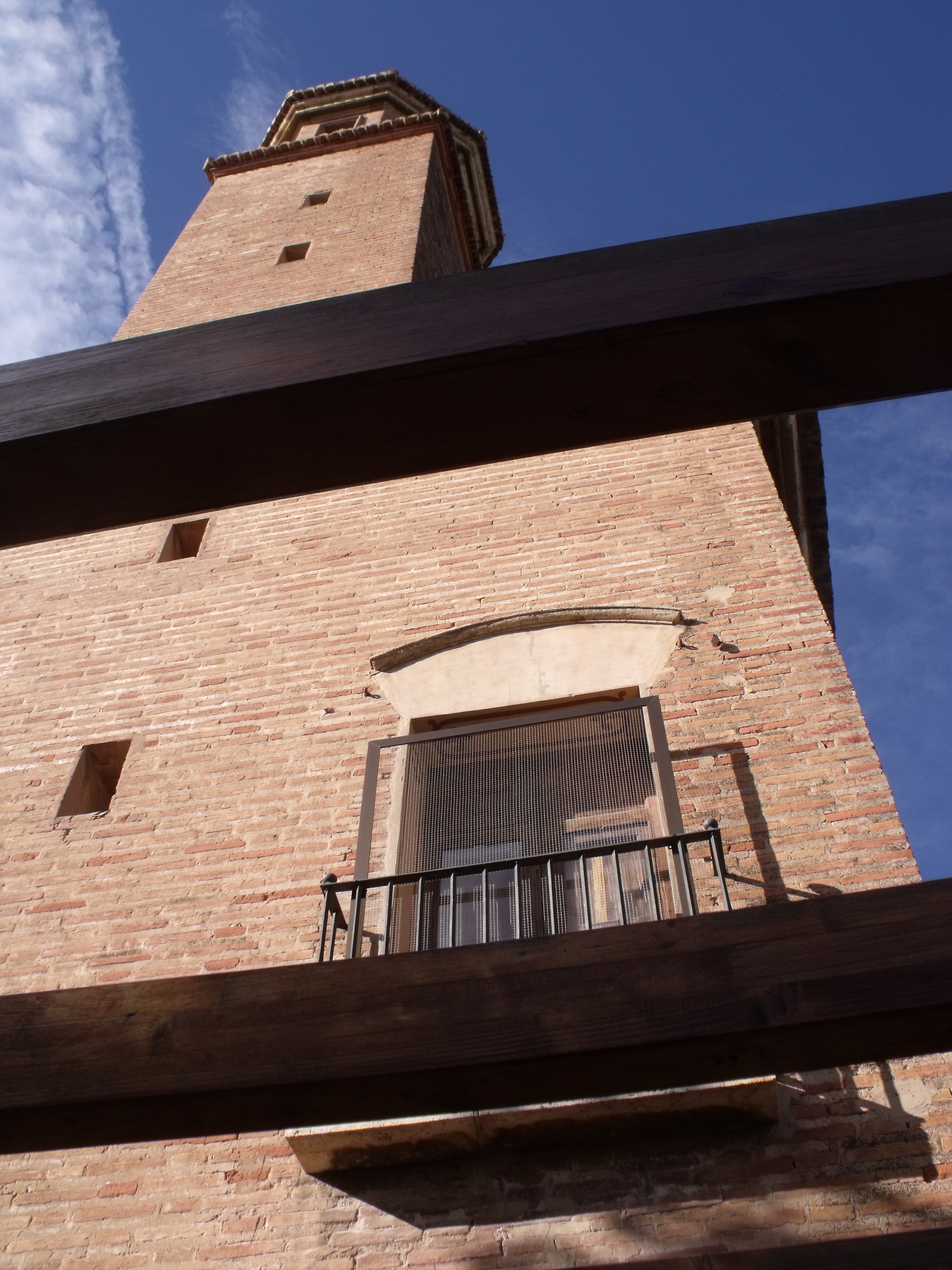
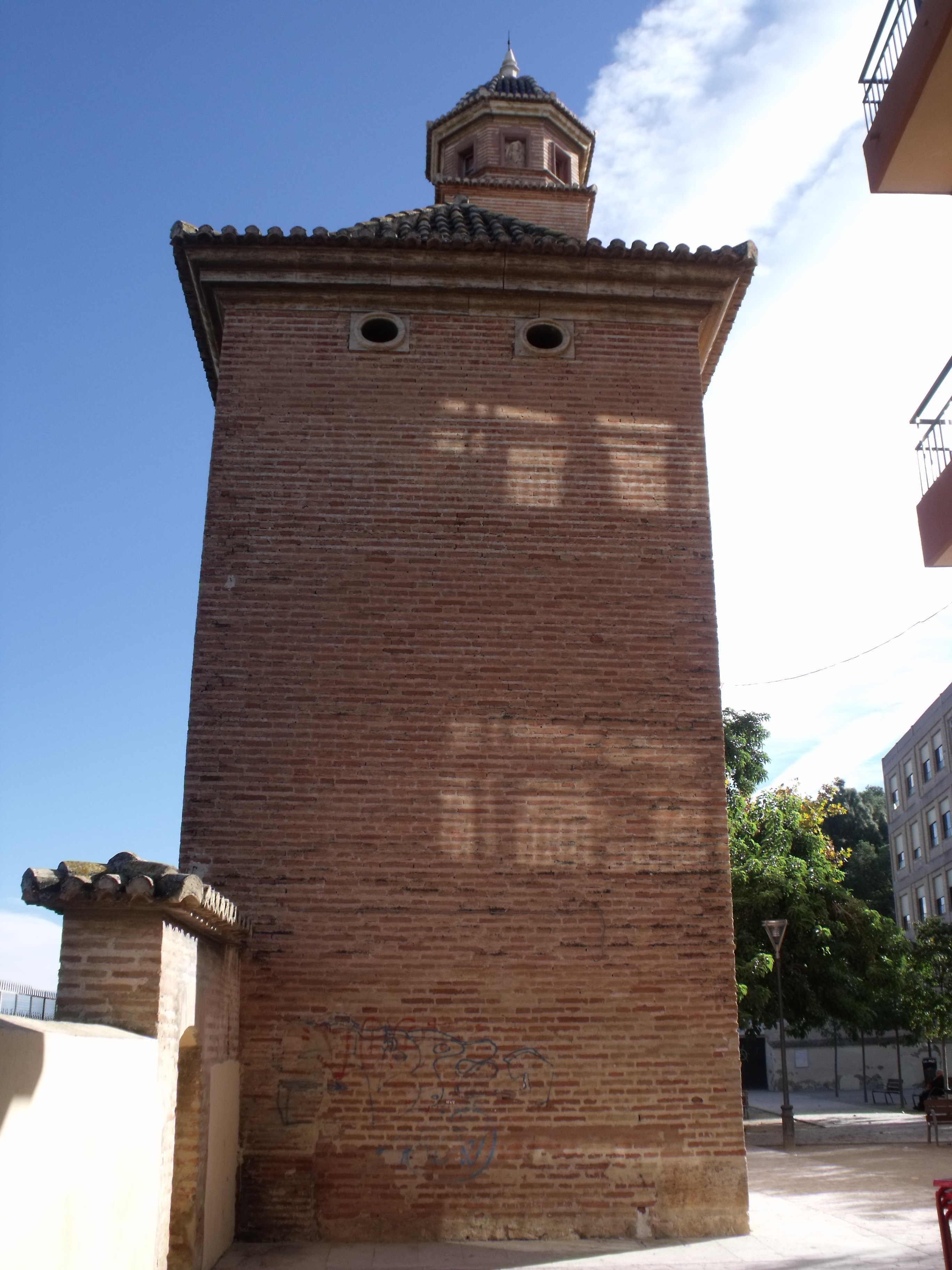